# Asplundia gigantea
Asplundia gigantea là một loài thực vật có hoa trong họ Cyclanthaceae. Loài này được Tuberq. miêu tả khoa học đầu tiên năm 1997.